# Конкорданция Стронга

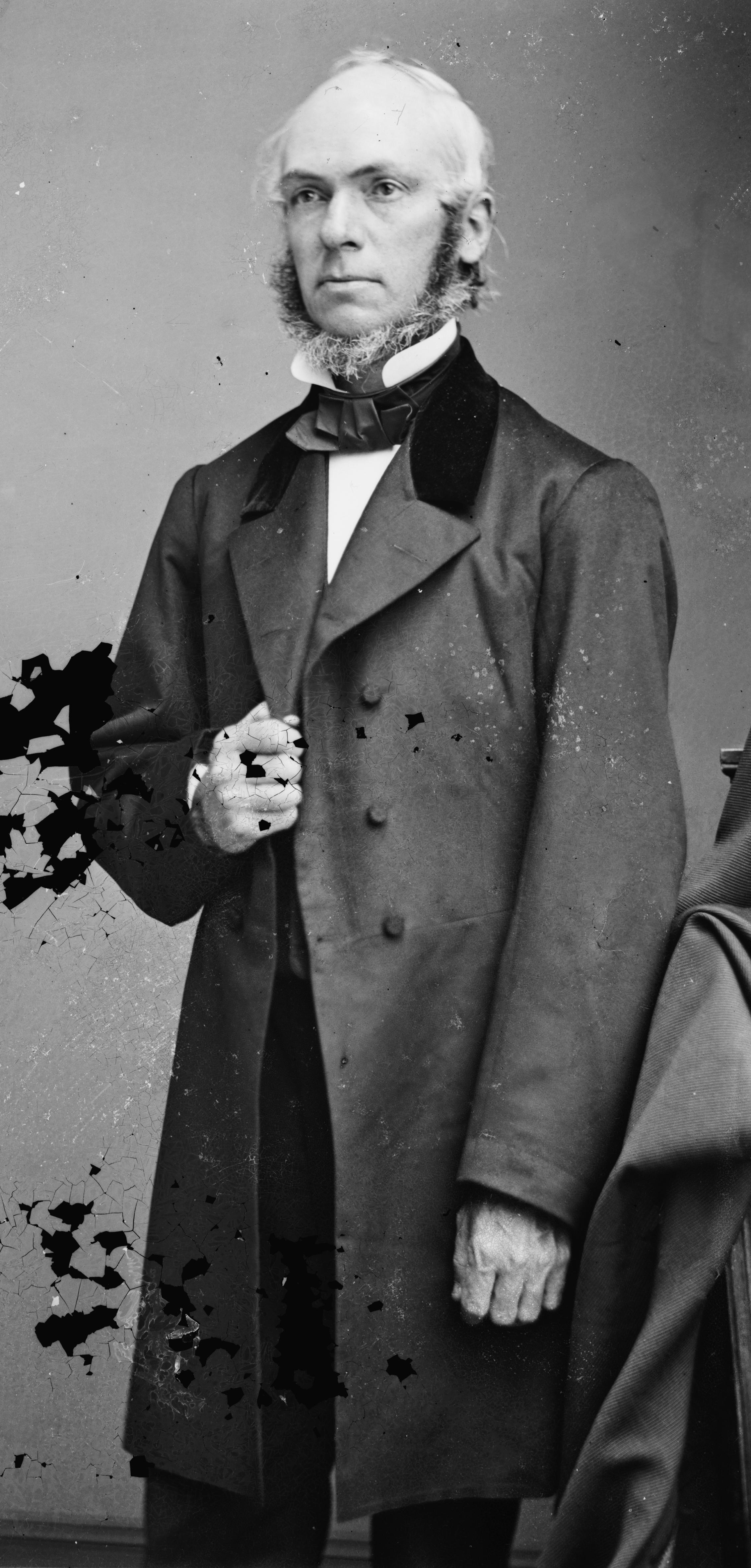
Джеймс Стронг

Конкорда́нция Стро́нга, или симфония Стронга, — это полный список корневых слов, встречающихся в рукописях Библии на иврите в Ветхом Завете и на греческом в Новом, расположенных в алфавитном порядке и сопровождаемых этимологическими комментариями, с присвоением каждому слову инвентарного номера. Нумерация для иврита и греческого языка отдельны друг от друга.

## История
Конкорданция Стронга была подготовлена большим коллективом под руководством профессора теологии методистской Духовной семинарии уроженца Нью-Йорка Джеймса Стронга (1822—1894) и впервые опубликована в 1890 году. Симфония Стронга включает в себя 8674 еврейских слова и 5624 греческих слова (номера 2717 и 3203—3302 пустуют). Симфония Стронга в исходном варианте была привязана к самому распространённому английскому переводу Библии — короля Якова.
Несмотря на то, что этимологические версии часто носят гипотетический характер, конкорданция Стронга зарекомендовала себя как удобный инструмент изучения Библии, особенно благодаря инновационной нумерации, облегчающей точечный, пословный доступ к первоисточнику переводов. Конкорданция неоднократно переиздавалась.

### Синодальный перевод
В 1998 году вышла русская «Библейская симфония с ключом к еврейским и греческим словам», где нумерация Стронга была впервые привязана к русскому Синодальному переводу. Все современные компьютерные тексты Синодального перевода с номерами Стронга используют именно эту привязку. Издание было подготовлено в Университете Боба Джоунса. В 2003 году нумерация Стронга была задействована в «Симфонии на канонические книги Священного Писания с еврейским и греческим указателями». В отличие от «Симфонии с ключом», здесь в указателях обозначены случаи, когда два или более исходных еврейских или греческих слова передавались на русском языке одним словом, и наоборот, когда одно исходное слово передавалось в русском переводе более чем одним словом. Существуют и отличия по привязке номеров к русским словам. В основном это случаи ошибочного указания номеров Стронга в «Симфонии с ключом». Словарные материалы из английской симфонии Стронга были использованы в «Еврейско-русском и греческо-русском словаре-указателе на канонические книги Священного Писания» (составитель — Цыганков Ю. А.) с добавлением грамматической и лексической информации.
Благодаря номерам Стронга появилась возможность делать переводы библейских симфоний с одного языка на другой. Так, русская симфония на 30 000 слов в Новой учебной Библии Томпсона была переведена с симфонии из английской Библии Томпсона. В процессе подготовки русского текста симфонии устанавливалось, какому конкретно еврейскому или греческому слову соответствуют слова из английской симфонии, а затем брались их эквиваленты из соответствующего стиха Синодального перевода.

## Альтернативы
В настоящее время существуют и альтернативные нумерации слов, использованных в еврейском и греческом тексте Библии — например, нумерация Гудрика-Коленбергера, на основе которой была составлена симфония на английский перевод Библии New International Version. В ней 9597 еврейских, 779 арамейских и 6068 греческих номеров.